# Can You Hear Me? (canción de David Bowie)
«Can You Hear Me?» es una balada de David Bowie de su álbum de 1975 Young Americans, lanzado en marzo de ese año. Bowie la llamó una "canción de amor real", escrita con alguien en mente, pero nunca identificó a esa persona. Fue lanzado como sencillo en noviembre de 1975 en el lado B de Golden Years. 
La canción fue escrita por Bowie, producida por Bowie, Tony Visconti, y Harry Maslin, y su ingeniero de sonido fue Carl Paruolo. Entre sus vocalistas de respaldo, se encuentra Luther Vandross, que se encontraba comenzando su carrera.

## Personal
- Productores:
  - David Bowie
  - Tony Visconti
  - Harry Maslin
- Arreglo de cuerdas:
  - Tony Visconti
- Ingeniería
  - Carl Paruolo
- Músicos:
  - David Bowie: voz líder
  - Carlos Alomar: guitarra rítmica
  - Mike Garson: piano
  - David Sanborn: saxófono
  - Willie Semanas: bajo
  - Andy Newmark: batería

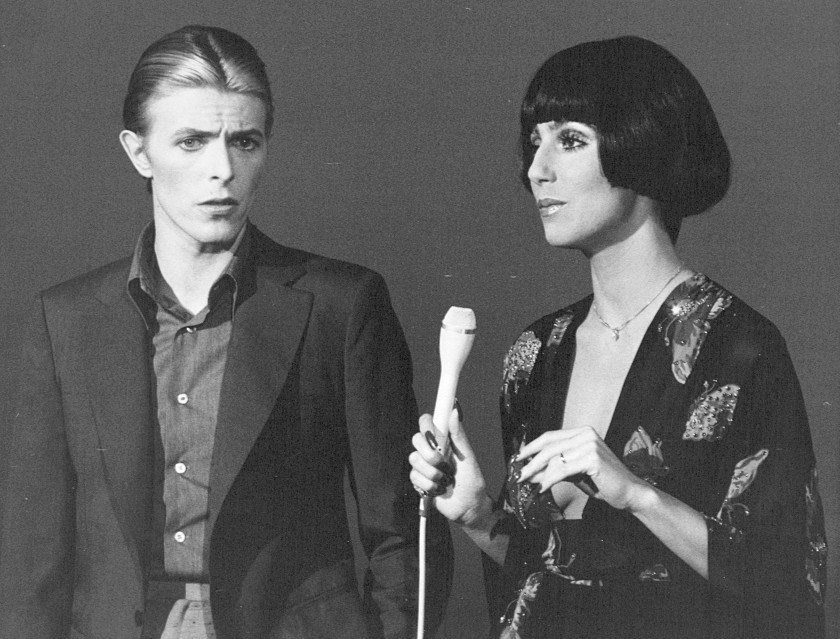
Bowie y Cher cantando en conjunto "Can You Hear Me?" en vivo el 23 de noviembre de 1975.

  - Larry Washington y posiblemente Pablo Rosario: conga
  - Luther Vandross, Ava Cereza, Robin Clark, posiblemente Diane Sumler y Anthony Hinton: voces de respaldo.
  - Desconocido: cuerdas[3]